# Танагра-білозір зелена
Танагра-білозір зелена (Chlorochrysa phoenicotis) — вид горобцеподібних птахів родини саякових (Thraupidae). Мешкає в Колумбії і Еквадорі.

## Опис

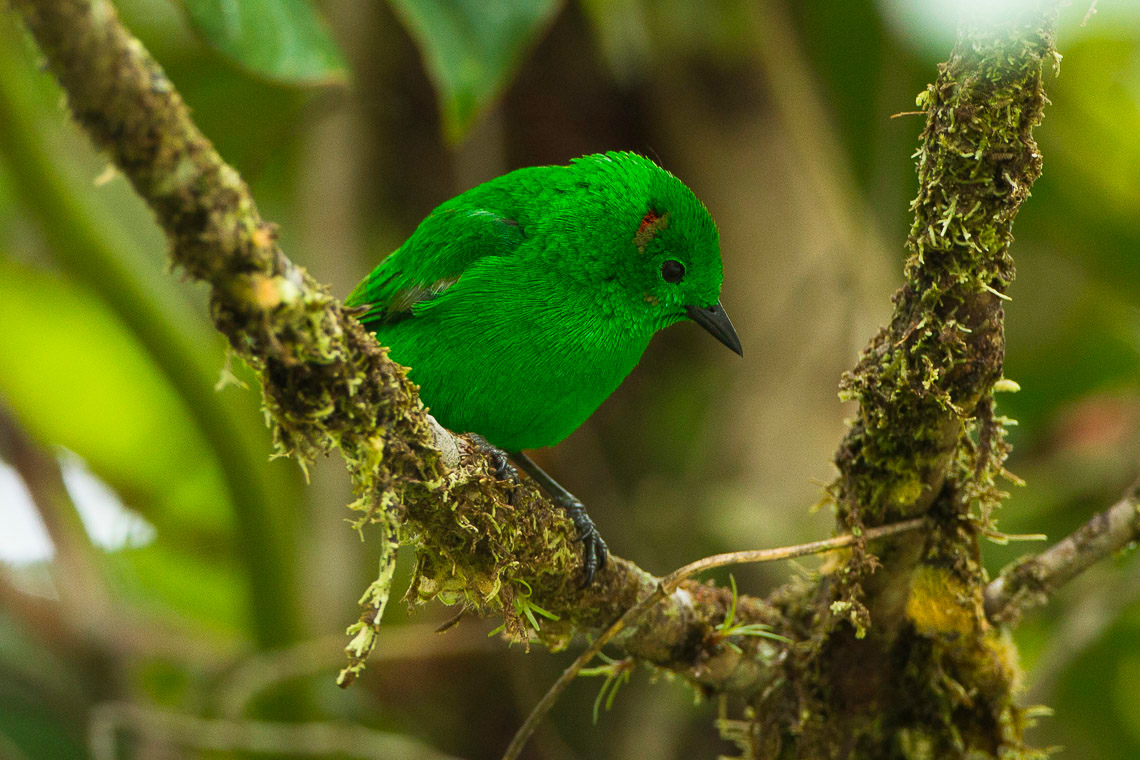
Зелена танагра-білозір

Довжина птаха становить 12,5-13 см, вага 21 г. Самці мають майже повністю смарагдово-зелене, блискуче забарвлення. На скронях у них є червоно-сірі плямки, під очима і на спині малопомітні сірі плямки. Самиці мають більш тьмяний відтінок.

## Поширення і екологія
Зелені танагри-білозори мешкають на західних схилах Анд в Колумбії (на південь від Антіокії і Чоко) і Еквадорі (на південь до Ель-Оро). Вони живуть у гірських і хмарних тропічних лісах з великою кількістю мохів і епіфітів та на галявинах. Зустрічаються на висоті від 700 до 2200 м над рівнем моря. Живляться комахами і плодами.